# Srdeční záležitosti
Srdeční záležitosti je sólové studiové album českého hudebníka Michala Pavlíčka. Vydáno bylo v roce 2010 společností Sony Music a jeho producentem byl sám Pavlíček. Jde o trojité album, obsahující celkem 33 písní. Pavlíčka na albu doprovázeli baskytarista Martin Ivan a bubeník Miloš Meier. V různých písní zpívali různí zpěváci, mezi nimiž byli například jeho dlouholeté spolupracovnice Monika Načeva a Bára Basiková, ale také Radek Škarohlíd z kapely Hentai Corporation. Pavlíček je autorem veškeré hudby na albu, texty přispěli například Jan Sahara Hedl, Jáchym Topol, Petr Kolečko, ale také sám Pavlíček.

## Seznam skladeb
Disk 1
1. Naše kaše – 4:34
2. Lásky čas – 3:32
3. Dolétal ptáček – 5:23
4. Světlomety – 4:44
5. Sladkej příběh – 4:58
6. Modlitba Amadeova – 3:42
7. Zas máš hlad – 4:28
8. Chuligán v důchodu – 4:28
9. Unavené ulice – 3:26
10. Démant zářící – 5:16
11. Mišmaš – 0:51
12. Jsem tfrdej – 2:57
13. Třeskavka – 4:05
14. Elektrická noc – 7:43

Disk 2
1. Uvidíme – 4:21
2. Narušení nedělního klidu – 3:14
3. Masakrální – 6:11
4. Jezero – 4:29
5. Kdo z koho – 3:50
6. Stopy – 4:51
7. Rifárna – 3:28
8. Skočná – 4:16
9. Brána (Danovi Zázvorkovi) – 6:33

Disk 3
1. Zavři – 3:47
2. Jazzy – 3:56
3. Taxikář – 4:15
4. Plot na nebi part I – 2:17
5. Plot na nebi part II – 3:11
6. Zpátky – 4:24
7. Kvítí – 3:40
8. Lampy hasnou – 3:41
9. Pro tebe – 4:12
10. Padám – 6:13

## Obsazení
- Michal Pavlíček – zpěv, kytara, syntezátor, klávesy, programování, aranžmá
- Martin Ivan – baskytara
- Miloš Meier – bicí
- Bára Basiková – zpěv
- Iva Marešová – zpěv
- Jiří Jirák – zpěv
- Milan Cimfe – zpěv
- Monika Načeva – zpěv
- Míša Zemánková – zpěv
- Radek Škarohlíd – zpěv
- Tereza Hálová – zpěv
- Symfonický orchestr a pěvecký sbor Pražské konzervatoře (dirigentka: Miriam Němcová; sbormistr: Marek Valášek)
- Jan Rybář – aranžmá
- Lukáš Prchal – aranžmá
- Petr Wajsar – aranžmá